# Peter Mandrup Tuxen
Peder Mandrup Tuxen (født 11. august 1783 på Holmen i København, død 22. marts 1838 sammesteds) var en dansk officer, kommandørkaptajn i søværnet. Han var gift med Elisabeth Marie Simonsen, med hvem han fik 13 børn; herunder Nicolai Elias og Johan Cornelius Tuxen. Han var broder til Nicolai Henrik og Søren Ludvig Tuxen.
I militær sammenhæng er Tuxen mest kendt for sit engagement som chef for en kanonbådsflotille, som opererede fra Fladstrand under kanonbådskrigen fra 1807 til 1812. Her gjorde Tuxen tjeneste i årene 1808 til 1810, hvorefter han blev afløst af broderen.
Tuxen ankom til Fladstrand den 23. september 1808 med to kanonbåde og en kutter.
Hver kanonbåd blev drevet frem med 18 årer og var bestykket med en 18-pundig kanon og en fire-pundig haubits, medens kutteren havde en bestykning på to fire-pundige og to tre-pundige kanoner.
I sin tid som kanonbådschef optjente Tuxen ca. 50.000 rigsdaler i prisepenge.

## Biografi
- 1783 – født på Holmen
- 1789 – indskrevet som søkadet
- 1795 – udnævnt til søkadet, på kadetskolen var han elevkammerat med Peter Willemoes
- 1799 – får den Gernerske Præmiemedaille fra Akademiet; han blev kun den næst bedste på Akademiet afgangsprøve, men på grund af hans flittighed blev det bestemt af Admiralitetet (for hvilket Kronprins Frederik præsiderede) både han og den bedste elev overrækket prisen.
- 1800 – udnævnt til sekondløjtnant i det daværende søværn og gjorde tjeneste i admiral Wleugels eskadre på linjeskibet Neptunus
- 1801 – adjudant hos Holmens overekvipagemester, hvor han beskæftigede sig med at bringe sårede i land under Slaget på Reden den 2. april
- 1802 til 1805 – studerer matematik og teknik i København
- 1805 – ansat som auskultant i kostruktionskommisionen
- 1807 – udnævnt til premierløjtnant; kommer til Amsterdam d. 11. august og beder Admiralitetet om lov til at føre "over 40 danske og norske Skibe i Amsterdam med henved 300 Søfolk, der paa Grund af Krigen ikke kunde seile,"[1] hjem over land i stedet for over vand. Dette gør Tuxen så.
- 1808 til 1810 – udkommanderes til kanonbådene som chef for en kanonbådsflotille
- 1809 – udnævnt til Ridder af Dannebrog da han d. 5. april havde "en hæderlig og heldig Fægtning med en engelsk Fregat paa 24 Kanoner, som han angreb med 3 Kanonbaade, og som ilde tilredt maatte flygte til svensk Havn."[1]
- 1810 – rejser til Østerrisøer, Norge i januar og giftes med Elisabeth Marie Simonsen d. 6. februar
- 1811 – ansættes som inspektionsofficer ved dokken på Christianshavn; bliver boende her resten af sit liv
- 1812 – ansættes som lærer på kadetskolen
- 1815 – udnævnt til kaptajnløjtnant og udnævnes til medlem af konstruktionskommisionen
- 1821 – udnævnt til kaptajn og udnævnes til bestyrer af søetatens mekanik- og hydraulikfag
- 1822 – udnævnt til tøjmester
- 1829 – udnævnt af Kongen til at være en af to Administratorer for Frederiksværk og Gods
- 1834 – udnævnt til kommandørkaptajn; konstruerer et pumpeværk drevet af to heste så man ikke længere behøver pumpe med håndkraft ved dokken på Christianshavn
- 1836 – udnævnt til kommandør af Dannebrog
- 1838 – død efter et apopleksianfald

## Udmærkelser
- Ridder af Dannebrog (kommandørkorset)